# Saison 2019-2020 des Mavericks de Dallas
La saison 2019-2020 des Mavericks de Dallas est la 40e saison de la franchise en National Basketball Association (NBA).
C'est la première saison, depuis 1997, que la franchise débute sans Dirk Nowitzki, ayant pris sa retraite en fin de saison 2019 après avoir passé 21 saisons dans la franchise texane. Durant la saison régulière, Luka Dončić bat de nombreux records de précocité, tout en obtenant sa première sélection au NBA All-Star Game 2020.
La saison a été suspendue par les officiels de la ligue après les matchs du 11 mars  après l'annonce que Rudy Gobert était positif au COVID-19. Le 12 mars 2020, le président de la ligue Adam Silver annonce que le championnat est arrêté pour "au moins 30 jours". La franchise reprend la saison régulière le 31 juillet 2020, à Orlando.
Lors de la reprise de la saison, l'équipe se qualifie pour les playoffs, ce qui n'était plus arrivé depuis 2016. Néanmoins, les Mavericks sont éliminés par les Clippers de Los Angeles en six matchs.
L'équipe termine la saison régulière avec le meilleur ratio offensif de l'histoire de la ligue, avec 115,9 points marqués sur 100 possessions.

## Draft
| Tour | Choix | Joueur            | Poste | Nationalité | Provenance     |
| ---- | ----- | ----------------- | ----- | ----------- | -------------- |
| 2    | 37    | Deividas Sirvydis | SF    | Lituanie    | Lietuvos Rytas |

## Matchs

### Summer League
| Summer League Total: 3-2 |

| Match | Date match | Équipe     | Score     | Meilleur marqueur       | Meilleur rebondeur     | Meilleur passeur  | Lieux Spectateurs    | Série |
| ----- | ---------- | ---------- | --------- | ----------------------- | ---------------------- | ----------------- | -------------------- | ----- |
| 1     | 5 juillet  | Brooklyn   | V 96-92   | Antonius Cleveland (22) | Yudai Baba (6)         | Josh Reaves (5)   | Cox Pavilion         | 1 - 0 |
| 2     | 6 juillet  | Houston    | V 113-81  | Daryl Macon (16)        | Cameron Payne (8)      | Cameron Payne (6) | Cox Pavilion         | 2 - 0 |
| 3     | 8 juillet  | Sacramento | D 101-105 | Cameron Payne (32)      | Josh Reaves (10)       | Trois joueurs (3) | Thomas & Mack Center | 2 - 1 |
| 4     | 10 juillet | Croatie    | V 79-71   | Shayne Whittington (19) | Isaiah Roby (6)        | Daryl Macon (6)   | Thomas & Mack Center | 3 - 1 |
| 5     | 13 juillet | Minnesota  | D 82-108  | Antonius Cleveland (17) | Shayne Whittington (8) | Daryl Macon (4)   | Thomas & Mack Center | 3 - 2 |

### Pré-saison
| Pré-saison Total: 2-3 (Domicile : 1-1; Extérieur : 1-2) |

| Match | Date match | Équipe          | Score     | Meilleur marqueur       | Meilleur rebondeur      | Meilleur passeur    | Lieux                    | Série |
| ----- | ---------- | --------------- | --------- | ----------------------- | ----------------------- | ------------------- | ------------------------ | ----- |
| 1     | 8 octobre  | @ Oklahoma City | D 104-119 | Jackson, Kleber (14)    | Ryan Broekhoff (10)     | Jalen Brunson (5)   | BOK Center               | 0 - 1 |
| 2     | 9 octobre  | @ Détroit       | D 117-124 | Luka Dončić (21)        | Luka Dončić (8)         | Luka Dončić (5)     | Little Caesars Arena     | 0 - 2 |
| 3     | 11 octobre | Milwaukee       | D 111-118 | Luka Dončić (27)        | Boban Marjanović (8)    | Trois joueurs (4)   | American Airlines Center | 0 - 3 |
| 4     | 14 octobre | Oklahoma City   | V 107-70  | Luka Dončić (19)        | Kristaps Porziņģis (13) | José Juan Barea (8) | American Airlines Center | 1 - 3 |
| 5     | 17 octobre | @ L.A. Clippers | V 102-87  | Jackson, Porziņģis (18) | Dončić, Porziņģis (13)  | Jalen Brunson (7)   | Rogers Arena             | 2 - 3 |

### Matchs de préparation à Orlando avant la reprise de la saison régulière
| Matchs de préparation Total: 2-1 |

| Match | Date match | Équipe       | Score          | Meilleur marqueur | Meilleur rebondeur      | Meilleur passeur | Lieux                | Série |
| ----- | ---------- | ------------ | -------------- | ----------------- | ----------------------- | ---------------- | -------------------- | ----- |
| 1     | 23 juillet | L.A. Lakers  | V 108-104      | Seth Curry (23)   | Boban Marjanović (13)   | Luka Dončić (6)  | Visa Athletic Center | 1 - 0 |
| 2     | 26 juillet | Indiana      | D 111-118      | Luka Dončić (20)  | Luka Dončić (11)        | Luka Dončić (9)  | HP Field House       | 1 - 1 |
| 3     | 28 juillet | Philadelphie | V 118-115 (OT) | Luka Dončić (23)  | Kristaps Porziņģis (12) | Luka Dončić (6)  | HP Field House       | 2 - 1 |

### Saison régulière
| Saison régulière Total: 43-32 (Domicile : 20-18; Extérieur : 23-14) |

| Match | Date match | Équipe                | Score     | Meilleur marqueur       | Meilleur rebondeur      | Meilleur passeur  | Lieux                    | Série |
| ----- | ---------- | --------------------- | --------- | ----------------------- | ----------------------- | ----------------- | ------------------------ | ----- |
| 1     | 23 octobre | Washington            | V 108-100 | Luka Dončić (34)        | Luka Dončić (9)         | Trois joueurs (3) | American Airlines Center | 1 - 0 |
| 2     | 25 octobre | @ La Nouvelle-Orléans | V 123-116 | Luka Dončić (25)        | Dončić, Kleber (10)     | Luka Dončić (10)  | Smoothie King Center     | 2 - 0 |
| 3     | 27 octobre | Portland              | D 119-121 | Kristaps Porziņģis (32) | Luka Dončić (12)        | Luka Dončić (9)   | American Airlines Center | 2 - 1 |
| 4     | 29 octobre | @ Denver              | V 109-106 | Hardaway, Kleber (14)   | Kristaps Porziņģis (14) | Jalen Brunson (8) | Pepsi Center             | 3 - 1 |

| Match | Date match   | Équipe        | Score          | Meilleur marqueur | Meilleur rebondeur      | Meilleur passeur | Lieux                      | Série  |
| ----- | ------------ | ------------- | -------------- | ----------------- | ----------------------- | ---------------- | -------------------------- | ------ |
| 5     | 1er novembre | L.A. Lakers   | D 110-119 (OT) | Luka Dončić (31)  | Luka Dončić (13)        | Luka Dončić (15) | American Airlines Center   | 3 - 2  |
| 6     | 3 novembre   | @ Cleveland   | V 131-111      | Luka Dončić (29)  | Luka Dončić (14)        | Luka Dončić (15) | Rocket Mortgage FieldHouse | 4 - 2  |
| 7     | 6 novembre   | Orlando       | V 107-106      | Luka Dončić (27)  | Porziņģis, Powell (8)   | Luka Dončić (7)  | American Airlines Center   | 5 - 2  |
| 8     | 8 novembre   | New York      | D 102-106      | Luka Dončić (38)  | Luka Dončić (14)        | Luka Dončić (10) | American Airlines Center   | 5 - 3  |
| 9     | 9 novembre   | @ Memphis     | V 138-122      | Luka Dončić (24)  | Luka Dončić (14)        | Luka Dončić (8)  | FedExForum                 | 6 - 3  |
| 10    | 11 novembre  | @ Boston      | D 106-116      | Luka Dončić (34)  | Maxi Kleber (8)         | Luka Dončić (9)  | TD Garden                  | 6 - 4  |
| 11    | 14 novembre  | @ New York    | D 103-106      | Luka Dončić (33)  | Kristaps Porziņģis (11) | Luka Dončić (11) | Madison Square Garden      | 6 - 5  |
| 12    | 16 novembre  | Toronto       | V 110-102      | Luka Dončić (26)  | Dončić, Porziņģis (15)  | Luka Dončić (7)  | American Airlines Center   | 7 - 5  |
| 13    | 18 novembre  | San Antonio   | V 117-110      | Luka Dončić (42)  | Luka Dončić (11)        | Luka Dončić (12) | American Airlines Center   | 8 - 5  |
| 14    | 20 novembre  | Golden State  | V 142-94       | Luka Dončić (35)  | Dončić, Porziņģis (10)  | Luka Dončić (11) | American Airlines Center   | 9 - 5  |
| 15    | 22 novembre  | Cleveland     | V 143-101      | Luka Dončić (30)  | Dončić, Porziņģis (7)   | Luka Dončić (14) | American Airlines Center   | 10 - 5 |
| 16    | 24 novembre  | @ Houston     | V 137-123      | Luka Dončić (41)  | Kristaps Porziņģis (13) | Luka Dončić (10) | Toyota Center              | 11 - 5 |
| 17    | 26 novembre  | L.A. Clippers | D 99-114       | Luka Dončić (22)  | Kristaps Porziņģis (10) | Luka Dončić (6)  | American Airlines Center   | 11 - 6 |
| 18    | 29 novembre  | @ Phoenix     | V 120-113      | Luka Dončić (42)  | Kristaps Porziņģis (13) | Luka Dončić (11) | Talking Stick Resort Arena | 12 - 6 |

| Match | Date match   | Équipe                | Score          | Meilleur marqueur       | Meilleur rebondeur          | Meilleur passeur    | Lieux                    | Série   |
| ----- | ------------ | --------------------- | -------------- | ----------------------- | --------------------------- | ------------------- | ------------------------ | ------- |
| 19    | 1er décembre | @ L.A. Lakers         | V 114-100      | Luka Dončić (27)        | Trois joueurs (9)           | Luka Dončić (10)    | Staples Center           | 13 - 6  |
| 20    | 3 décembre   | @ La Nouvelle-Orléans | V 118-97       | Luka Dončić (33)        | Luka Dončić (18)            | José Juan Barea (6) | Smoothie King Center     | 14 - 6  |
| 21    | 4 décembre   | Minnesota             | V 121-114      | Dwight Powell (24)      | Luka Dončić (7)             | Luka Dončić (6)     | American Airlines Center | 15 - 6  |
| 22    | 7 décembre   | La Nouvelle-Orléans   | V 130-84       | Luka Dončić (26)        | Boban Marjanović (16)       | Luka Dončić (9)     | American Airlines Center | 16 - 6  |
| 23    | 8 décembre   | Sacramento            | D 106-110      | Tim Hardaway, Jr. (29)  | Finney-Smith, Porziņģis (8) | Luka Dončić (8)     | American Airlines Center | 16 - 7  |
| 24    | 12 décembre  | @ Détroit             | V 122-111      | Luka Dončić (41)        | Luka Dončić (12)            | Luka Dončić (11)    | Arena Ciudad de México   | 17 - 7  |
| 25    | 14 décembre  | Miami                 | D 118-122 (OT) | Tim Hardaway, Jr. (28)  | Kristaps Porziņģis (14)     | Jalen Brunson (8)   | American Airlines Center | 17 - 8  |
| 26    | 16 décembre  | @ Milwaukee           | V 120-116      | Curry, Porziņģis (26)   | Kristaps Porziņģis (12)     | Jalen Brunson (11)  | Fiserv Forum             | 18 - 8  |
| 27    | 18 décembre  | Boston                | D 103-109      | Kristaps Porziņģis (23) | Kristaps Porziņģis (13)     | Jalen Brunson (11)  | American Airlines Center | 18 - 9  |
| 28    | 20 décembre  | @ Philadelphie        | V 117-98       | Tim Hardaway, Jr. (27)  | Kristaps Porziņģis (18)     | Jalen Brunson (7)   | Wells Fargo Center       | 19 - 9  |
| 29    | 22 décembre  | @ Toronto             | D 107-110      | Jalen Brunson (21)      | Kristaps Porziņģis (12)     | Jalen Brunson (9)   | Scotiabank Arena         | 19 - 10 |
| 30    | 26 décembre  | San Antonio           | V 102-98       | Luka Dončić (24)        | Maximilian Kleber (12)      | Luka Dončić (8)     | American Airlines Center | 20 - 10 |
| 31    | 28 décembre  | @ Golden State        | V 141-121      | Luka Dončić (31)        | Luka Dončić (12)            | Luka Dončić (15)    | Chase Center             | 21 - 10 |
| 32    | 29 décembre  | @ L.A. Lakers         | D 95-108       | Luka Dončić (19)        | Dwight Powell (11)          | Luka Dončić (7)     | Staples Center           | 21 - 11 |
| 33    | 31 décembre  | @ Oklahoma City       | D 101-106      | Luka Dončić (35)        | Maximilian Kleber (14)      | Luka Dončić (7)     | Chesapeake Energy Arena  | 21 - 12 |

| Match | Date match | Équipe          | Score          | Meilleur marqueur       | Meilleur rebondeur       | Meilleur passeur    | Lieux                    | Série   |
| ----- | ---------- | --------------- | -------------- | ----------------------- | ------------------------ | ------------------- | ------------------------ | ------- |
| 34    | 2 janvier  | Brooklyn        | V 123-111      | Luka Dončić (31)        | Luka Dončić (13)         | Luka Dončić (7)     | American Airlines Center | 22 - 12 |
| 35    | 4 janvier  | Charlotte       | D 120-123 (OT) | Luka Dončić (39)        | Luka Dončić (12)         | Luka Dončić (10)    | American Airlines Center | 22 - 13 |
| 36    | 6 janvier  | Chicago         | V 118-110      | Luka Dončić (38)        | Luka Dončić (11)         | Luka Dončić (10)    | American Airlines Center | 23 - 13 |
| 37    | 8 janvier  | Denver          | D 106-107      | Luka Dončić (27)        | Luka Dončić (9)          | Luka Dončić (10)    | American Airlines Center | 23 - 14 |
| 38    | 10 janvier | L.A. Lakers     | D 114-129      | Luka Dončić (25)        | Dončić, Marjanović (10)  | Luka Dončić (7)     | American Airlines Center | 23 - 15 |
| 39    | 11 janvier | Philadelphie    | V 109-91       | Dončić, Powell (19)     | Dwight Powell (12)       | Luka Dončić (12)    | American Airlines Center | 24 - 15 |
| 40    | 14 janvier | @ Golden State  | V 124-97       | Dwight Powell (21)      | Boban Marjanović (11)    | Jalen Brunson (5)   | Chase Center             | 25 - 15 |
| 41    | 15 janvier | @ Sacramento    | V 127-123      | Luka Dončić (25)        | Luka Dončić (15)         | Luka Dončić (17)    | Golden 1 Center          | 26 - 15 |
| 42    | 17 janvier | Portland        | V 120-112      | Luka Dončić (35)        | Luka Dončić (8)          | Luka Dončić (7)     | American Airlines Center | 27 - 15 |
| 43    | 21 janvier | L.A. Clippers   | D 107-110      | Luka Dončić (36)        | Luka Dončić (10)         | Luka Dončić (9)     | American Airlines Center | 27 - 16 |
| 44    | 23 janvier | @ Portland      | V 133-125      | Luka Dončić (27)        | Dorian Finney-Smith (10) | Luka Dončić (9)     | Moda Center              | 28 - 16 |
| 45    | 25 janvier | @ Utah          | D 107-112      | Luka Dončić (25)        | Dorian Finney-Smith (10) | Luka Dončić (7)     | Vivint Smart Home Arena  | 28 - 17 |
| 46    | 27 janvier | @ Oklahoma City | V 107-97       | Luka Dončić (29)        | Delon Wright (12)        | Luka Dončić (5)     | Chesapeake Energy Arena  | 29 - 17 |
| 47    | 28 janvier | Phoenix         | D 104-133      | Luka Dončić (21)        | Luka Dončić (6)          | José Juan Barea (7) | American Airlines Center | 29 - 18 |
| 48    | 31 janvier | @ Houston       | D 121-128      | Kristaps Porziņģis (35) | Kristaps Porziņģis (12)  | José Juan Barea (9) | Toyota Center            | 29 - 19 |

| Match                  | Date match  | Équipe        | Score     | Meilleur marqueur       | Meilleur rebondeur       | Meilleur passeur      | Lieux                    | Série   |
| ---------------------- | ----------- | ------------- | --------- | ----------------------- | ------------------------ | --------------------- | ------------------------ | ------- |
| 49                     | 1er février | Atlanta       | V 123-100 | Jalen Brunson (27)      | Willie Cauley-Stein (10) | Jalen Brunson (8)     | American Airlines Center | 30 - 19 |
| 50                     | 3 février   | @ Indiana     | V 112-103 | Kristaps Porziņģis (38) | Kristaps Porziņģis (12)  | Tim Hardaway, Jr. (5) | Bankers Life Fieldhouse  | 31 - 19 |
| 51                     | 5 février   | Memphis       | D 107-121 | Kristaps Porziņģis (32) | Kristaps Porziņģis (12)  | Jalen Brunson (6)     | American Airlines Center | 31 - 20 |
| 52                     | 7 février   | @ Washington  | D 118-119 | Seth Curry (20)         | Kristaps Porziņģis (9)   | Tim Hardaway, Jr. (7) | Capital One Arena        | 31 - 21 |
| 53                     | 8 février   | @ Charlotte   | V 116-100 | Seth Curry (26)         | Willie Cauley-Stein (10) | Delon Wright (7)      | Spectrum Center          | 32 - 21 |
| 54                     | 10 février  | Utah          | D 119-123 | Tim Hardaway, Jr. (33)  | Porziņģis, Smith (5)     | Barea, Brunson (6)    | American Airlines Center | 32 - 22 |
| 55                     | 12 février  | Sacramento    | V 130-111 | Luka Dončić (33)        | Kristaps Porziņģis (13)  | Luka Dončić (8)       | American Airlines Center | 33 - 22 |
| NBA All-Star Game 2020 |             |               |           |                         |                          |                       |                          |         |
| 56                     | 21 février  | @ Orlando     | V 122-106 | Luka Dončić (33)        | Dončić, Porziņģis (10)   | Luka Dončić (8)       | Amway Center             | 34 - 22 |
| 57                     | 22 février  | @ Atlanta     | D 107-111 | Tim Hardaway, Jr. (33)  | Jackson, Kleber (8)      | Trois joueurs (5)     | State Farm Arena         | 34 - 23 |
| 58                     | 24 février  | Minnesota     | V 139-123 | Tim Hardaway, Jr. (23)  | Dončić, Porziņģis (9)    | José Juan Barea (8)   | American Airlines Center | 35 - 23 |
| 59                     | 26 février  | @ San Antonio | V 109-103 | Kristaps Porziņģis (28) | Kristaps Porziņģis (12)  | Luka Dončić (14)      | AT&T Center              | 36 - 23 |
| 60                     | 28 février  | @ Miami       | D 118-126 | Seth Curry (37)         | Kristaps Porziņģis (13)  | Luka Dončić (10)      | American Airlines Arena  | 36 - 24 |

| Match | Date match | Équipe              | Score          | Meilleur marqueur       | Meilleur rebondeur      | Meilleur passeur    | Lieux                    | Série   |
| ----- | ---------- | ------------------- | -------------- | ----------------------- | ----------------------- | ------------------- | ------------------------ | ------- |
| 61    | 1er mars   | @ Minnesota         | V 111-91       | Kristaps Porziņģis (38) | Kristaps Porziņģis (13) | José Juan Barea (7) | Target Center            | 37 - 24 |
| 62    | 2 mars     | @ Chicago           | D 107-109      | Tim Hardaway, Jr. (26)  | Boban Marjanović (12)   | Luka Dončić (9)     | United Center            | 37 - 25 |
| 63    | 4 mars     | La Nouvelle-Orléans | V 127-123 (OT) | Kristaps Porziņģis (34) | Luka Dončić (17)        | Luka Dončić (10)    | American Airlines Arena  | 38 - 25 |
| 64    | 6 mars     | Memphis             | V 121-96       | Kristaps Porziņģis (26) | Kristaps Porziņģis (11) | Luka Dončić (6)     | American Airlines Arena  | 39 - 25 |
| 65    | 8 mars     | Indiana             | D 109-112      | Luka Dončić (36)        | Luka Dončić (10)        | Luka Dončić (8)     | American Airlines Arena  | 39 - 26 |
| 66    | 10 mars    | @ San Antonio       | D 109-119      | Luka Dončić (38)        | Kristaps Porziņģis (12) | Luka Dončić (8)     | AT&T Center              | 39 - 27 |
| 67    | 11 mars    | Denver              | V 113-97       | Boban Marjanović (31)   | Boban Marjanović (17)   | Luka Dončić (9)     | American Airlines Center | 40 - 27 |

| Match | Date match | Équipe          | Score | Meilleur marqueur | Meilleur rebondeur | Meilleur passeur | Lieux                      | Série |
| ----- | ---------- | --------------- | ----- | ----------------- | ------------------ | ---------------- | -------------------------- | ----- |
| -     | Annulé     | Phoenix         |       |                   |                    |                  | American Airlines Center   | -     |
| -     | Annulé     | @ L.A. Clippers |       |                   |                    |                  | Staples Center             | -     |
| -     | Annulé     | @ Sacramento    |       |                   |                    |                  | Golden 1 Center            | -     |
| -     | Annulé     | @ Portland      |       |                   |                    |                  | Moda Center                | -     |
| -     | Annulé     | @ Phoenix       |       |                   |                    |                  | Talking Stick Resort Arena | -     |
| -     | Annulé     | Houston         |       |                   |                    |                  | American Airlines Center   | -     |
| -     | Annulé     | Utah            |       |                   |                    |                  | American Airlines Center   | -     |
| -     | Annulé     | Milwaukee       |       |                   |                    |                  | American Airlines Center   | -     |
| -     | Annulé     | @ Minnesota     |       |                   |                    |                  | Target Center              | -     |
| -     | Annulé     | @ Memphis       |       |                   |                    |                  | FedExForum                 | -     |
| -     | Annulé     | @ Brooklyn      |       |                   |                    |                  | Barclays Center            | -     |
| -     | Annulé     | Houston         |       |                   |                    |                  | American Airlines Center   | -     |
| -     | Annulé     | Détroit         |       |                   |                    |                  | American Airlines Center   | -     |
| -     | Annulé     | @ Denver        |       |                   |                    |                  | Pepsi Center               | -     |
| -     | Annulé     | Oklahoma City   |       |                   |                    |                  | American Airlines Center   | -     |

| Match | Date match | Équipe  | Score          | Meilleur marqueur       | Meilleur rebondeur      | Meilleur passeur | Lieux     | Série   |
| ----- | ---------- | ------- | -------------- | ----------------------- | ----------------------- | ---------------- | --------- | ------- |
| 68    | 31 juillet | Houston | D 149-153 (OT) | Kristaps Porziņģis (39) | Kristaps Porziņģis (16) | Luka Dončić (10) | The Arena | 40 - 28 |

| Match | Date match | Équipe        | Score          | Meilleur marqueur       | Meilleur rebondeur               | Meilleur passeur    | Lieux                | Série   |
| ----- | ---------- | ------------- | -------------- | ----------------------- | -------------------------------- | ------------------- | -------------------- | ------- |
| 69    | 2 août     | @ Phoenix     | D 115-117      | Luka Dončić (40)        | Finney-Smith, Hardaway, Jr. (10) | Luka Dončić (11)    | VISA Athletic Center | 40 - 29 |
| 70    | 4 août     | @ Sacramento  | V 114-110 (OT) | Luka Dončić (34)        | Luka Dončić (20)                 | Luka Dončić (12)    | The Field House      | 41 - 29 |
| 71    | 6 août     | L.A. Clippers | D 111-126      | Kristaps Porziņģis (30) | Kristaps Porziņģis (9)           | Luka Dončić (6)     | The Field House      | 41 - 30 |
| 72    | 8 août     | Milwaukee     | V 136-132 (OT) | Luka Dončić (36)        | Luka Dončić (14)                 | Luka Dončić (19)    | AdventHealth Arena   | 42 - 30 |
| 73    | 10 août    | @ Utah        | V 122-114      | Tim Hardaway, Jr. (27)  | Boban Marjanović (9)             | José Juan Barea (8) | AdventHealth Arena   | 43 - 30 |
| 74    | 11 août    | Portland      | D 131-134      | Kristaps Porziņģis (36) | Luka Dončić (8)                  | Luka Dončić (10)    | AdventHealth Arena   | 43 - 31 |
| 75    | 13 août    | @ Phoenix     | D 102-128      | Dončić, Marjanović (18) | Boban Marjanović (20)            | Barea, Wright (4)   | AdventHealth Arena   | 43 - 32 |

### Playoffs
| Playoffs Total: 2-4 (Domicile : 1-2; Extérieur : 1-2) |

| Match | Date match | Équipe          | Score          | Meilleur marqueur       | Meilleur rebondeur      | Meilleur passeur         | Lieux              | Série |
| ----- | ---------- | --------------- | -------------- | ----------------------- | ----------------------- | ------------------------ | ------------------ | ----- |
| 1     | 17 août    | @ L.A. Clippers | D 110-118      | Luka Dončić (42)        | Boban Marjanović (8)    | Luka Dončić (9)          | AdventHealth Arena | 0 - 1 |
| 2     | 19 août    | @ L.A. Clippers | V 127-114      | Luka Dončić (28)        | Maximilian Kleber (10)  | Luka Dončić (7)          | AdventHealth Arena | 1 - 1 |
| 3     | 21 août    | L.A. Clippers   | D 122-130      | Kristaps Porziņģis (34) | Kristaps Porziņģis (13) | Luka Dončić (10)         | AdventHealth Arena | 1 - 2 |
| 4     | 23 août    | L.A. Clippers   | V 135-133 (OT) | Luka Dončić (43)        | Luka Dončić (17)        | Luka Dončić (13)         | AdventHealth Arena | 2 - 2 |
| 5     | 25 août    | @ L.A. Clippers | D 111-154      | Luka Dončić (22)        | Luka Dončić (8)         | Dončić, Finney-Smith (4) | AdventHealth Arena | 2 - 3 |
| 6     | 30 août    | L.A. Clippers   | D 97-111       | Luka Dončić (38)        | Burke, Dončić (9)       | Luka Dončić (9)          | AdventHealth Arena | 2 - 4 |

### Confrontations en saison régulière
| Conférence Est      | Conférence Est                              | Conférence Est                              | Conférence Ouest                            | Conférence Ouest                            | Conférence Ouest                            | Conférence Ouest                            | Conférence Ouest                            |
| Division Atlantique | Division Atlantique                         | Division Atlantique                         | Division Nord-Ouest                         | Division Nord-Ouest                         | Division Nord-Ouest                         | Division Nord-Ouest                         | Division Nord-Ouest                         |
| Équipe              | Domicile                                    | Extérieur                                   | Équipe                                      | Domicile                                    | Domicile                                    | Extérieur                                   | Extérieur                                   |
| ------------------- | ------------------------------------------- | ------------------------------------------- | ------------------------------------------- | ------------------------------------------- | ------------------------------------------- | ------------------------------------------- | ------------------------------------------- |
| Boston              | 103-109                                     | 106-116                                     | Denver                                      | 106-107                                     | 113-97                                      | 109-106                                     |                                             |
| Brooklyn            | 123-111                                     |                                             | Minnesota                                   | 121-114                                     | 139-123                                     | 111-91                                      |                                             |
| New York            | 102-106                                     | 103-106                                     | Oklahoma City                               |                                             |                                             | 101-106                                     | 107-97                                      |
| Philadelphie        | 109-91                                      | 117-98                                      | Portland                                    | 119-121                                     | 120-112                                     | 133-125                                     |                                             |
| Toronto             | 110-102                                     | 107-110                                     | Utah                                        | 119-123                                     |                                             | 107-112                                     |                                             |
| Matchs à Orlando    |                                             |                                             |                                             |                                             |                                             |                                             |                                             |
|                     |                                             |                                             | Portland                                    | 131-134                                     |                                             |                                             |                                             |
|                     |                                             |                                             | Utah                                        |                                             |                                             | 122-114                                     |                                             |
|                     | 3–2                                         | 1–3                                         |                                             | 4–4                                         | 4–4                                         | 5–2                                         | 5–2                                         |
| Division            | 4–5                                         | 4–5                                         | Division                                    | 9–6                                         | 9–6                                         | 9–6                                         | 9–6                                         |
| Division Centrale   | Division Centrale                           | Division Centrale                           | Division Pacifique                          | Division Pacifique                          | Division Pacifique                          | Division Pacifique                          | Division Pacifique                          |
| Équipe              | Domicile                                    | Extérieur                                   | Équipe                                      | Domicile                                    | Domicile                                    | Extérieur                                   | Extérieur                                   |
| Chicago             | 118-110                                     | 107-109                                     | Golden State                                | 142-94                                      |                                             | 141-121                                     | 124-97                                      |
| Cleveland           | 143-101                                     | 131-111                                     | L.A. Clippers                               | 99-114                                      | 107-110                                     |                                             |                                             |
| Detroit             |                                             | 122-111                                     | L.A. Lakers                                 | 110-119 (OT)                                | 114-129                                     | 114-100                                     | 95-108                                      |
| Indiana             | 109-112                                     | 112-103                                     | Phoenix                                     | 104-133                                     |                                             | 120-113                                     |                                             |
| Milwaukee           |                                             | 120-116                                     | Sacramento                                  | 106-110                                     | 130-111                                     | 127-123                                     |                                             |
| Matchs à Orlando    |                                             |                                             |                                             |                                             |                                             |                                             |                                             |
| Milwaukee           | 136-132 (OT)                                |                                             | L.A. Clippers                               | 111-126                                     |                                             |                                             |                                             |
|                     |                                             |                                             | Phoenix                                     |                                             |                                             | 115-117                                     | 102-128                                     |
|                     |                                             |                                             | Sacramento                                  |                                             |                                             | 114-110 (OT)                                |                                             |
|                     | 3–1                                         | 4–1                                         |                                             | 2–7                                         | 2–7                                         | 6–3                                         | 6–3                                         |
| Division            | 7–2                                         | 7–2                                         | Division                                    | 8–10                                        | 8–10                                        | 8–10                                        | 8–10                                        |
| Division Sud-Est    | Division Sud-Est                            | Division Sud-Est                            | Division Sud-Ouest                          | Division Sud-Ouest                          | Division Sud-Ouest                          | Division Sud-Ouest                          | Division Sud-Ouest                          |
| Équipe              | Domicile                                    | Extérieur                                   | Équipe                                      | Domicile                                    | Domicile                                    | Extérieur                                   | Extérieur                                   |
| Atlanta             | 123-100                                     | 107-111                                     |                                             |                                             |                                             |                                             |                                             |
| Charlotte           | 120-123 (OT)                                | 116-100                                     | Houston                                     |                                             |                                             | 137-123                                     | 121-128                                     |
| Miami               | 118-122 (OT)                                | 118-126                                     | Memphis                                     | 107-121                                     | 121-96                                      | 138-122                                     |                                             |
| Orlando             | 107-106                                     | 122-106                                     | New Orleans                                 | 130-84                                      | 127-123 (OT)                                | 123-116                                     | 118-97                                      |
| Washington          | 108-100                                     | 118-119                                     | San Antonio                                 | 117-110                                     | 102-98                                      | 109-103                                     | 109-119                                     |
| Matchs à Orlando    |                                             |                                             |                                             |                                             |                                             |                                             |                                             |
|                     |                                             |                                             | Houston                                     | 149-153 (OT)                                |                                             |                                             |                                             |
|                     | 3–2                                         | 2–3                                         |                                             | 5–2                                         | 5–2                                         | 5–2                                         | 5–2                                         |
| Division            | 5–5                                         | 5–5                                         | Division                                    | 10–4                                        | 10–4                                        | 10–4                                        | 10–4                                        |
| Conférence          | 16–12 (Domicile : 9–5; Extérieur : 7–7)     | 16–12 (Domicile : 9–5; Extérieur : 7–7)     | Conférence                                  | 27–20 (Domicile : 11–13; Extérieur : 16–7)  | 27–20 (Domicile : 11–13; Extérieur : 16–7)  | 27–20 (Domicile : 11–13; Extérieur : 16–7)  | 27–20 (Domicile : 11–13; Extérieur : 16–7)  |
| Total               | 43–32 (Domicile : 20–18; Extérieur : 23–14) | 43–32 (Domicile : 20–18; Extérieur : 23–14) | 43–32 (Domicile : 20–18; Extérieur : 23–14) | 43–32 (Domicile : 20–18; Extérieur : 23–14) | 43–32 (Domicile : 20–18; Extérieur : 23–14) | 43–32 (Domicile : 20–18; Extérieur : 23–14) | 43–32 (Domicile : 20–18; Extérieur : 23–14) |

## Classements de la saison régulière
| Conférence Ouest | Conférence Ouest                | Conférence Ouest | Conférence Ouest | Conférence Ouest | Conférence Ouest | Conférence Ouest | Conférence Ouest |
| No               | Franchise                       | Vic.             | Def.             | MJ               | V/D              | GB               |                  |
| ---------------- | ------------------------------- | ---------------- | ---------------- | ---------------- | ---------------- | ---------------- | ---------------- |
| 1                | Lakers de Los Angeles           | 52               | 19               | 71               | .732             | –                |                  |
| 2                | Clippers de Los Angeles         | 49               | 23               | 72               | .681             | 3.5              |                  |
| 3                | Nuggets de Denver               | 46               | 27               | 73               | .630             | 7                |                  |
| 4                | Rockets de Houston              | 44               | 28               | 72               | .611             | 8.5              |                  |
| 5                | Thunder d'Oklahoma City         | 44               | 28               | 72               | .611             | 8.5              |                  |
| 6                | Jazz de l'Utah                  | 44               | 28               | 72               | .611             | 8.5              |                  |
| 7                | Mavericks de Dallas             | 43               | 32               | 75               | .573             | 11               |                  |
| 8                | Trail Blazers de Portland (PI)  | 35               | 39               | 74               | .473             | 18.5             |                  |
|                  |                                 |                  |                  |                  |                  |                  |                  |
| 9                | Grizzlies de Memphis (PI)       | 34               | 39               | 73               | .466             | 19               |                  |
| 10               | Suns de Phoenix                 | 34               | 39               | 73               | .466             | 19               |                  |
| 11               | Spurs de San Antonio            | 32               | 39               | 71               | .451             | 20               |                  |
| 12               | Kings de Sacramento             | 31               | 41               | 72               | .431             | 21.5             |                  |
| 13               | Pelicans de La Nouvelle-Orléans | 30               | 42               | 72               | .417             | 22.5             |                  |
| 14               | Timberwolves du Minnesota       | 19               | 45               | 64               | .297             | 29.5             |                  |
| 15               | Warriors de Golden State        | 15               | 50               | 65               | .231             | 34               |                  |

| Division Sud-Ouest       | V  | D  | MJ | V/D  | GB   | Dom   | Ext   | Div  |
| ------------------------ | -- | -- | -- | ---- | ---- | ----- | ----- | ---- |
| Rockets de Houston       | 44 | 28 | 72 | .611 | –    | 24–12 | 20–16 | 8–5  |
| Mavericks de Dallas      | 43 | 32 | 75 | .573 | 2.5  | 20–18 | 23–14 | 10–4 |
| Grizzlies de Memphis     | 34 | 39 | 73 | .466 | 10.5 | 20–17 | 14–22 | 4–9  |
| Spurs de San Antonio     | 32 | 39 | 71 | .451 | 11.5 | 19–15 | 13–24 | 7–6  |
| Pelicans de Nlle-Orléans | 30 | 42 | 72 | .417 | 14   | 15–21 | 15–21 | 4–9  |

## Effectif

### Effectif actuel
| Mavericks de Dallas Effectif en fin de saison |    |                        |                         |                               |
| Entraîneur : Rick Carlisle                    |    |                        |                         |                               |
| Meneur                                        | 5  | Drapeau de Porto Rico  | José Juan Barea         | Northeastern                  |
| Meneur                                        | 13 | Drapeau des États-Unis | Jalen Brunson           | Villanova                     |
| Meneur                                        | 32 | Drapeau des États-Unis | Trey Burke              | Michigan                      |
| Pivot                                         | 33 | Drapeau des États-Unis | Willie Cauley-Stein     | Kentucky                      |
| Arrière                                       | 3  | Drapeau des États-Unis | Antonius Cleveland (TW) | Southeast Missouri State (en) |
| Meneur / Arrière                              | 30 | Drapeau des États-Unis | Seth Curry              | Duke                          |
| Meneur / Arrière / Ailier                     | 77 |                        | Luka Dončić             | Real Madrid                   |
| Ailier / Ailier fort                          | 10 | Drapeau des États-Unis | Dorian Finney-Smith     | Florida                       |
| Arrière / Ailier                              | 11 | Drapeau des États-Unis | Tim Hardaway, Jr.       | Michigan                      |
| Ailier                                        | 44 | Drapeau des États-Unis | Justin Jackson          | North Carolina                |
| Ailier / Ailier fort                          | 9  | Drapeau des États-Unis | Michael Kidd-Gilchrist  | Kentucky                      |
| Ailier fort / Pivot                           | 42 | Drapeau de l'Allemagne | Maxi Kleber             | Bayern Munich                 |
| Arrière                                       | 1  | Drapeau des États-Unis | Courtney Lee            | Western Kentucky              |
| Pivot                                         | 51 | Drapeau de la Serbie   | Boban Marjanović        | Étoile rouge de Belgrade      |
| Ailier fort / Pivot                           | 6  | Drapeau de la Lettonie | Kristaps Porziņģis      | CDB Séville                   |
| Ailier fort / Pivot                           | 7  | Drapeau du Canada      | Dwight Powell           | Stanford                      |
| Arrière                                       | 23 | Drapeau des États-Unis | Josh Reaves (R) (TW)    | Penn State                    |
| Meneur / Arrière                              | 55 | Drapeau des États-Unis | Delon Wright            | Utah                          |
| (R) - Rookie, (TW) - Two-way contract, Blessé |    |                        |                         |                               |

## Récompenses durant la saison
Récapitulatif des récompenses obtenues par les joueurs de l'équipe durant la saison.
| Date                      | Joueur             | Récompense                                    |
| ------------------------- | ------------------ | --------------------------------------------- |
| 18 novembre - 24 novembre | Luka Dončić        | Joueur de la semaine dans la conférence Ouest |
| Octobre / Novembre        | Luka Dončić        | Joueur du mois de la conférence Ouest         |
| 14 février                | Luka Dončić        | ☆ Rising Stars Challenge - Team World ☆       |
| 16 février                | Luka Dončić        | ☆ All-Star 2020 ☆                             |
| 24 février - 1er mars     | Kristaps Porziņģis | Joueur de la semaine dans la conférence Ouest |
| 16 septembre              | Luka Dončić        | All-NBA First Team                            |

## Transactions
Le détail des différents contrats signés par l'équipe est disponible dans la section supérieure des contrats des joueurs, avec les montants des salaires.

### Échanges
| Juin       | Juin | Juin | Juin   |
| ---------- | --- | --- | ------ |
| 26 juin    | Vers les Mavericks de Dallas - Droits sur Isaiah Roby (#45) - Second tour de draft 2020 (de Utah) - Second tour de draft 2021 (de Portland) | Vers les Pistons de Détroit - Droits sur Deividas Sirvydis (#37)                                                                                 | [ 7 ]  |
| Juillet    | | |        |
| 8 juillet  | Vers les Mavericks de Dallas - Delon Wright (Sign and trade)                                                                                | Vers les Grizzlies de Memphis - Droits sur Satnam Singh Bhamara (2015 #52) - Second tour de draft 2021 (de Portland) - Second tour de draft 2023 | [ 8 ]  |
| Janvier    | | |        |
| 24 janvier | Vers les Mavericks de Dallas - Justin Patton - Compensation financière                                                                      | Vers le Thunder d'Oklahoma City - Isaiah Roby | [ 9 ]  |
| 25 janvier | Vers les Mavericks de Dallas - Willie Cauley-Stein                                                                                          | Vers les Warriors de Golden State - Second tour de draft 2020 (de Utah)                                                                          | [ 10 ] |

### Extension de contrat
| Date       | Joueur        | Extension                                               |
| ---------- | ------------- | ------------------------------------------------------- |
| 06/07/2019 | Dwight Powell | 33 240 375 $ sur 3 ans à partir de la saison 2020-2021. |

### Joueurs qui re-signent
| Date       | Joueur              |
| ---------- | ------------------- |
| 10/07/2019 | Maximilian Kleber   |
| 10/07/2019 | Dorian Finney-Smith |
| 12/07/2019 | Kristaps Porziņģis  |
| 19/08/2019 | José Juan Barea     |

### Options dans les contrats
| Date       | Joueur         | Option                                                                     |
| ---------- | -------------- | -------------------------------------------------------------------------- |
| 24/09/2019 | Luka Dončić    | Dallas exerce son option d'équipe de 8 049 360 $ pour la saison 2020/2021. |
| 24/09/2019 | Justin Jackson | Dallas exerce son option d'équipe de 5 029 650 $ pour la saison 2020/2021. |

| Date       | Joueur        | Option                                                                           |
| ---------- | ------------- | -------------------------------------------------------------------------------- |
| 06/06/2019 | Dwight Powell | Dwight Powell active son option joueur de 10 259 375 $ pour la saison 2019-2020. |

## Arrivées

### Draft
| Date       | Joueur            | Provenance                     |
| ---------- | ----------------- | ------------------------------ |
| 07/08/2019 | Isaiah Roby (#45) | Cornhuskers du Nebraska (NCAA) |

### Agents libres
| Date       | Joueur                 | Provenance                                  |
| ---------- | ---------------------- | ------------------------------------------- |
| 08/07/2019 | Delon Wright           | Grizzlies de Memphis (Sign-and-Trade)       |
| 10/07/2019 | Seth Curry             | Trail Blazers de Portland                   |
| 23/07/2019 | Boban Marjanović       | 76ers de Philadelphie                       |
| 26/07/2019 | Dakota Mathias         | Joventut Badalona                           |
| 29/08/2019 | Aric Holman            | Lakers de Los Angeles (Claimed off waivers) |
| 19/09/2019 | Yudai Baba             | Alvark Tokyo                                |
| 17/10/2019 | Chad Brown             | Knights d'UCF (NCAA)                        |
| 11/02/2020 | Michael Kidd-Gilchrist | Hornets de Charlotte                        |

### Contratstwo-way
| Date       | Joueur             | Provenance                         |
| ---------- | ------------------ | ---------------------------------- |
| 24/07/2019 | Antonius Cleveland | Warriors de Santa Cruz (G-League)  |
| 29/07/2019 | Josh Reaves        | Nittany Lions de Penn State (NCAA) |

### Joueurs supplémentaires pour la reprise à Orlando (Substitute players)
| Date       | Joueur     | Joueur remplacé | Provenance            |
| ---------- | ---------- | --------------- | --------------------- |
| 01/07/2020 | Trey Burke | Jalen Brunson   | 76ers de Philadelphie |

## Départs

### Agents libres
| Date       | Joueur        | Nouvelle équipe¹         |
| ---------- | ------------- | ------------------------ |
| 09/04/2019 | Dirk Nowitzki | Retraite                 |
| 01/07/2019 | Devin Harris  |                          |
| 30/07/2019 | Trey Burke    | 76ers de Philadelphie    |
| 10/09/2019 | Salah Mejri   | Liaoning Flying Leopards |

### Joueurs coupés
| Date       | Joueur               | Nouvelle équipe ¹            |
| ---------- | -------------------- | ---------------------------- |
| 19/07/2019 | Kóstas Antetokoúnmpo | Lakers de Los Angeles        |
| 26/07/2019 | Daryl Macon          | Heat de Miami                |
| 25/01/2020 | Justin Patton        | Herd du Wisconsin (G League) |
| 11/02/2020 | Ryan Broekhoff       |                              |

¹ Il s'agit de l’équipe pour laquelle le joueur a signé après son départ, il a pu entre-temps changer d'équipe ou encore de pays.

### Joueurs non retenus au training camp
Liste des joueurs non retenus pour commencer la saison NBA.
| Joueur         |
| -------------- |
| Yudai Baba     |
| Chad Brown     |
| Aric Holman    |
| Dakota Mathias |

## Situation à la fin de la saison

### Joueurs "agents libres"
| Joueur                 | Fin de saison         |
| ---------------------- | --------------------- |
| José Juan Barea        | Agent libre           |
| Trey Burke             | Agent libre           |
| Antonius Cleveland     | Agent libre restreint |
| Michael Kidd-Gilchrist | Agent libre           |
| Courtney Lee           | Agent libre           |
| Josh Reaves            | Agent libre restreint |

### Options en fin de saison
| Joueur              | Fin de saison  |
| ------------------- | -------------- |
| Willie Cauley-Stein | Option joueur. |
| Tim Hardaway, Jr.   | Option joueur. |